# Mylmo N'Sahel
 (août 2023).
Mylmo, de son vrai nom Mahamadou Soumbounou, est un artiste rappeur et auteur compositeur malien né le (10 octobre 1987) au Gabon, Il est originaire du Cercle de Nioro du Sahel, dans la région de Kayes,.

## Carrière
il commence sa carrière en 2007 par un featuring avec son frère Marechal Doudou pour se faire connaître un peu, Il est trois fois meilleur parolier du Hip Hop Awards depuis 2009 au Mali.